# Mongoloraphidia (Kirgisoraphidia) kaltenbachi
Mongoloraphidia (Kirgisoraphidia) kaltenbachi is een kameelhalsvliegensoort uit de familie van de Raphidiidae. De soort komt voor in Kirgizië.
Mongoloraphidia (Kirgisoraphidia) kaltenbachi werd voor het eerst wetenschappelijk beschreven door H. Aspöck et al. in 2002.